# Tettigonia krugeri
Tettigonia krugeri är en insektsart som beskrevs av Massa 1998. Tettigonia krugeri ingår i släktet Tettigonia och familjen vårtbitare. Inga underarter finns listade i Catalogue of Life.